# Teorie sprawiedliwości
Teorie sprawiedliwości – powstały w XX w. nurt filozoficznej refleksji nad sprawiedliwością. Teorie sprawiedliwości dotyczą sprawiedliwości dystrybutywnej na poziomie całego społeczeństwa (sprawiedliwość społeczna). Starają się odpowiedzieć na pytanie, jak należy projektować i reformować instytucje  w społeczeństwie.

## Historyczny kontekst powstania
W XX wieku sprawiedliwość stała się głównym problemem filozofii politycznej. Ujmowano ją jednak inaczej niż we wcześniejszej refleksji. O ile filozofia klasyczna zajmowała się problemem źródeł sprawiedliwości, dociekaniem jej istoty lub analizą sprawiedliwości jako cnoty, to współczesna filozofia stara się przede wszystkim odpowiedzieć na pytanie, jakiego rodzaju instytucje i praktyki są właściwe ze względu na sprawiedliwość czy też jak projektować i reformować instytucje, tak by były sprawiedliwe.
Do połowy XX w. w etyce dominował utylitaryzm, który podchodził do sprawiedliwości w sposób bardzo uproszczony. Sprawiedliwość społeczna oznaczała maksymalizację sumy indywidualnej użyteczności. W 1971 John Rawls wydał pracę Teoria sprawiedliwości, w której zaproponował całościową teorię sprawiedliwości jako bezstronności (justice as fairness), która miała stać się podstawą współczesnych ustrojów demokratycznych. Praca Rawlsa spowodowała ożywienie całej filozofii politycznej i odrodzenie teorii kontraktualnej w opozycji do utylitaryzmu. 
W odpowiedzi na Rawlsowską teorię sprawiedliwości powstało kilka odmiennych teorii sprawiedliwości, opierających się na innych zasadach, metodach opracowania czy intuicjach moralnych. Dyskusje wokół tych teorii stanowią do dzisiaj istotną część filozofii polityki. Praca Rawlsa nadała im podobny ton: wiele z nich miało charakter proceduralny oraz przyjmowało jako metodę eksperymenty myślowe, analizę poszczególnych przypadków oraz modelowanie.

## Struktura podstawowa
Teorie sprawiedliwości odnoszą się do struktury podstawowej społeczeństwa (a nie działań ludzi czy pojedynczych instytucji). 
Struktura podstawowa jest układem zasadniczych instytucji politycznych, społecznych i gospodarczych w danym społeczeństwie. Struktura podstawowa określa warunki życia i oczekiwania jednostek ludzkich w społeczeństwie. John Rawls definiuje ją jako "sposób, w jaki główne instytucje społeczne dystrybuują podstawowe prawa i obowiązki oraz określają podział korzyści płynących ze społecznej kooperacji". Struktura podstawowa odpowiada w dużej mierze tradycyjnie wyróżnianej w liberalizmie  sferze publicznej (która odróżnia się od sfery prywatnej).
Społeczeństwa mogą podejmować decyzje dotyczące kształtu struktury podstawowej i zasad, jakie nią rządzą. Podstawowym celem teorii sprawiedliwości jest wskazanie, jaka postać tej struktury jest najwłaściwsza ze względu na sprawiedliwość.

## John Rawls
W swojej teorii sprawiedliwości John Rawls za pierwotny przedmiot ugody (umowy) uznaje zasady sprawiedliwości. Mają one regulować dalsze porozumienia międzyludzkie, dotyczące na przykład formy rządów. Jedną z cech koncepcji sprawiedliwości zaproponowanej przez Rawlsa jest założenie, że ludzie w sytuacji wyjściowej są "racjonalni i wzajemnie sobą niezainteresowani" – nie jest to egoizm, lecz niezajmowanie się interesami innych. Racjonalność ma przejawiać się szukaniem środków najbardziej efektywnych. 
Rawls rozwija procedurę pozwalającą osiągnąć powszechną zgodę co do zasad sprawiedliwości, jakie należy przyjąć w danym społeczeństwie. Najbardziej znanym i szeroko dyskutowanym elementem tej procedury jest eksperyment myślowy określany jako "zasłona niewiedzy" (veil of ignorance). Zgodnie z nim, podejmując decyzje co do wyboru zasad sprawiedliwości w strukturze podstawowej, powinno się zakładać, że jednostki nie dysponują takimi informacjami jak ich miejsce w przyszłym społeczeństwie, posiadany majątek, status społeczny, skłonność do ryzyka, poglądy polityczne, wiek. Znajdują się one "za zasłoną niewiedzy", a tym samym ich wybór nie jest stronniczy ze względu na przyszłe położenie w społeczeństwie.
Według Rawlsa spełnienie tych założeń prowadziłoby do wprowadzenia zasad sprawiedliwych dla wszystkich. Jeżeli jednostka nie zdaje sobie sprawy, w jakiej pozycji skończy w ustalanym przez siebie ładzie społecznym, będzie starała się ustalać bezstronne zasady dla tego społeczeństwa, nie nakierowane na jej potencjalne interesy czy koncepcje dobra. 
Stosując tę procedurę, Rawls wyprowadza dwie podstawowe zasady sprawiedliwości, z czego druga składa się z dwóch elementów:  
1. Zasada wolności[16]: „Każda osoba powinna mieć równe prawo do jak najszerszego całościowego systemu równych podstawowych wolności, dającego się pogodzić z podobnym systemem dla wszystkich”[17],
2. „Nierówności społeczne i ekonomiczne mają być tak ułożone,...
a) aby były z jak największą korzyścią dla najbardziej upośledzonych”[18] [zasada dyferencji] [15],
b) aby były związane z dostępnością do urzędów i stanowisk dla wszystkich, w warunkach autentycznej równości szans"[18] [zasada równości szans].

## Robert Nozick
W swoim najbardziej znanym dziele Anarchia, państwo, utopia (1974) Robert Nozick przeprowadził całościową krytykę teorii Rawlsa i rozwinął włąsną teorię sprawiedliwości opartą na zasadach libertariańskich . 
Nozick wyróżnił jedynie trzy podstawowe zasady sprawiedliwości, przy których zachowaniu rezultaty wymiany dóbr określa się jako sprawiedliwe:  
- zasada pierwszego nabywania – określa, w jaki sposób można sprawiedliwie nabyć (zawłaszczyć) dobra w sposób pierwotny,
- zasada sprawiedliwego transferu – określa, że osoba nabywająca w sposób dobrowolny dobra od osoby uprawnionej staje się osobą uprawnioną do ich posiadania,
- zasada naprawy krzywd – określa, że nikt nie jest uprawniony do posiadania dóbr, jeśli nie wszedł w ich posiadanie na mocy jednej z dwóch powyższych zasad. Tym samym ich posiadanie jest traktowane jako niesprawiedliwe i musi zostać naprawione.

Nozick, podobnie jak inni libertarianie, sprzeciwiał się kontroli i ograniczeniom dobrowolnych transferów, uznając np. że ich opodatkowanie jest niesprawiedliwe. W konsekwencji dla Nozicka jedynym sprawiedliwym państwem jest państwo minimalne .

## Perspektywa zdolności
W odpowiedzi na koncepcje Rawlsa, utylitaryzm oraz inne koncepcje ekonomiczne Amartya Sen rozwinął od lat 70. XX w. własną koncepcję, nazwaną perspektywą zdolności (capabilities approach). Zwrócił uwagę, że wszystkie te koncepcje w swoich ujęciach dystrybucji kładą nacisk na mierzenie ilości dóbr i ich użyteczność, co prowadzi do błędnej oceny dobrostanu jednostki lub wspólnoty. Stanowiska te pomijają zakres możliwości, jaki stoi przed podmiotami, czy to działania, jakie można podejmować, czy też to, kim mogą one zostać. 
Punktem wyjścia koncepcji jest rozróżnienie zdolności (potencjalne działania i stany, które jednostka może osiągnąć) i funkcjonowania (realizacje zdolności). Zdolności są różne jakościowo. Mają być wyrazem różnorodności życia ludzkiego i różnych wymiarów, w których należy je rozwijać. Są to końcowe efekty (pewien przyzwoity standard życia), a nie środki, za pomocą których się je osiąga (jak np. średni dochód)
Perspektywa zdolności w ujęciu Sena nie była rozwiniętą teorią sprawiedliwości, a jedynie odmienną perspektywą podejścia do sprawiedliwości dystrybutywnej. Spotkałą się z dużym zainteresowaniem innych badaczy, etyków i specjalistów od polityk publicznych. Najbardziej znane są prace Marthy Nussbaum, która opracowała bardziej systematyczne podejście etyczne .

## Inne teorie sprawiedliwości
- David Gauthier w swoich pracach (szczególnie Morals by Agreement, 1986) przedstawił teorię sprawiedliwości opierającą się na teorii gier i teorii racjonalnego wyboru. Zasady sprawiedliwego podziału dóbr wynikają w niej z racjonalnego porozumienia między jednostkami, które dążą do maksymalizacji własnych korzyści w warunkach współpracy[33].
- James M. Buchanan w pracy Limits of Liberty (1975) sprowadza teorię sprawiedliwości do poziomu konstytucyjnego, a zasady dystrybucji do poziomu zasad konstytucyjnych[34].

## Krytyka komunitarystyczna
W opozycji do teorii sprawiedliwości Rawlsa powstał komunitaryzm, zarzucający Rawlsowi zbyt abstrakcyjne i indywidualistyczne ujmowanie sprawiedliwości, celów życiowych i tożsamości jednostek. Komunitaryści (m.in. Alasdair MacIntyre, Michael Sandel, Charles Taylor i Michael Walzer) wskazywali, że moralność (w tym zasady sprawiedliwości) oraz tożsamości są osadzone w konkretnych wspólnotach kulturowych i pozbawianie ich tego wymiaru jest błędem.